# Vit purpurhöna
Vit purpurhöna (Porphyrio albus) är en utdöd fågel i familjen rallar inom ordningen tran- och rallfåglar. Den förekom tidigare på Lord Howeön. Fågeln  rapporterades senast 1834. IUCN kategoriserar arten som utdöd.

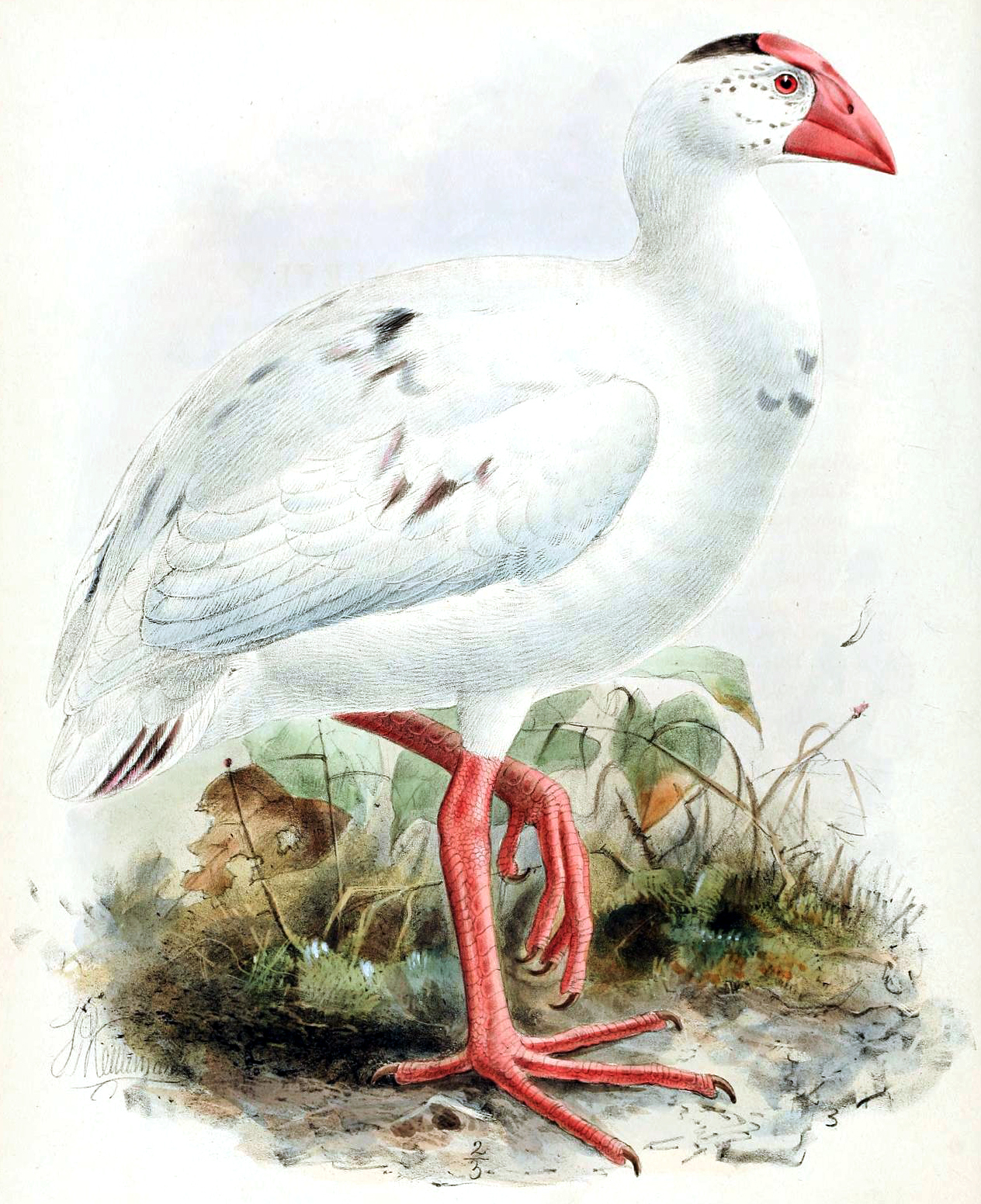
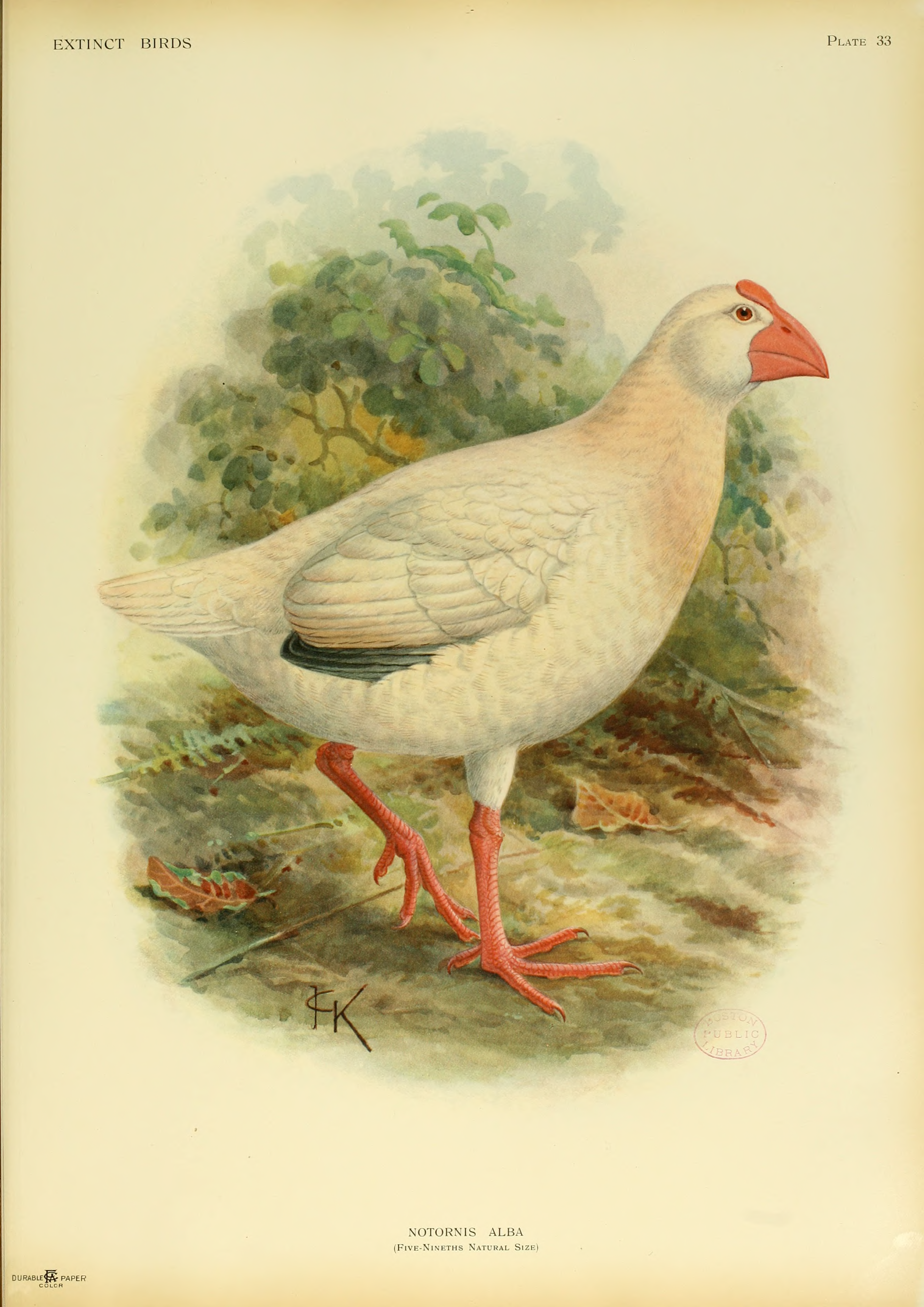
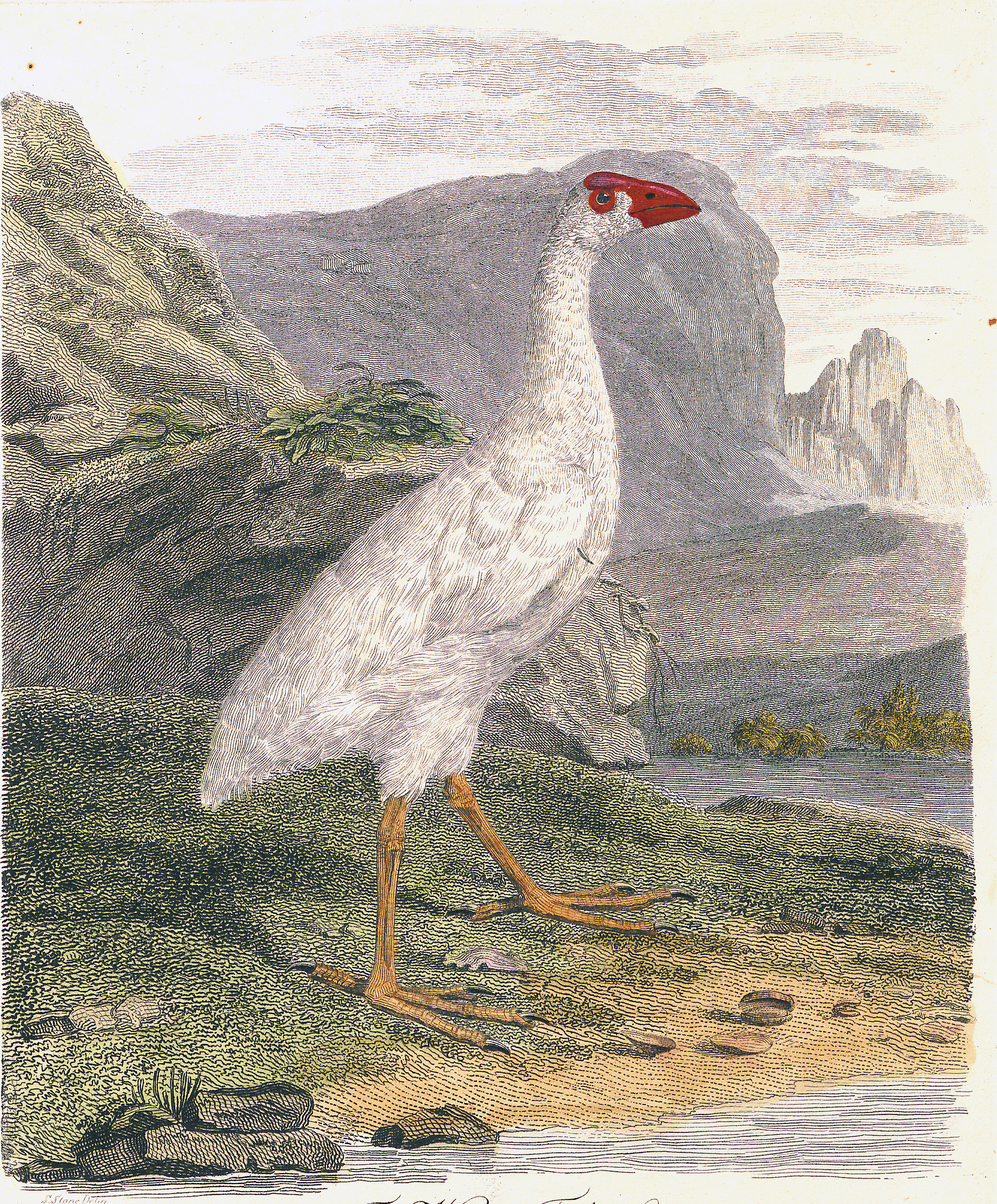
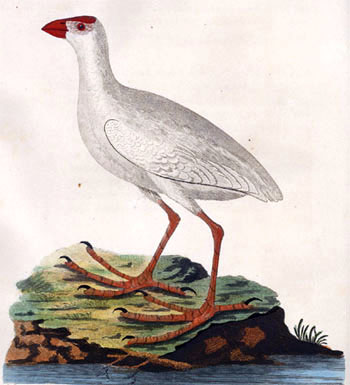